# Зеркаль Сава Петрович
Зеркаль Сава Петрович (18 квітня 1896, село Хмелів Роменського району Сумської області — 1980, Нью Йорк, США) — український інженер, громадський діяч, письменник, публіцист, видавець і редактор, голова партії «За волю України».

## Біографія
Сава Петрович Зеркаль народився 18 квітня 1896 року в селі Хмелів Роменського району Сумської області в родині хліборобів. У Хмелеві Сава закінчив п'ять класів школи і деякий час займався хліборобською працею разом з батьками. Згодом служив в армії УНР, з початку 1920 року воював у складі Херсонської дивізії армії УНР. У серпні того ж року разом із дивізією перейшов через Карпати до Чехословаччини. Там він у 1922 році вступив на натуральні курси Українського громадського комітету при Українській господарській академії в Подєбрадах, після закінчення яких здобував освіту на агрономічно-лісовому факультеті згаданого вишу. 28 травня 1928 року він отримав диплом інженера-агронома. Протягом 1928—1945 років кваліфікований спеціаліст працював у Братиславському відділі з регуляції річок і меліорації Міністерства земельних прав.
У квітні 1945 року Зеркаль з родиною переїхав до Німеччини, у Мюнхен. Тут він разом із земляками-інженерами став одним з організаторів делегатури Українського технічно-господарського інституту, в якій впродовж 1945—1949 років обіймав посади секретаря й скарбника. В 1949 році Зеркаль прибув до Сполучених Штатів Америки, де займався активною громадською діяльністю. Сава Зеркаль помер у США в 1980 році.

## Творча і громадська діяльність
Перебуваючи за кордоном, Зеркаль Сава Петрович підтримував українську діаспору, створював проукраїнські громадські організації або був членом керівних органів таких організацій.
На початку 30-х років Зеркаль очолював громаду «Єдність» у Братиславі, організував святкування 1 листопада 1930 року річниці листопадової революції у Львові. На засіданні представників українських організацій 9 листопада 1930 року вирішили утворити в Братиславі Контактний комітет українських організацій Словаччини з метою протестної акції проти польського терору в Східній Галичині. До його складу ввійшов і Сава Петрович. Він у співавторстві брав участь у підготовці протестних листів до Ліги Націй та до Ліги захисту прав людини.
У США Сава Зеркаль був членом Української партії соціалістів–революціонерів, що 25 вересня 1949 року заснувала нову організацію «За волю України». Головою її управи — вищого органу партії — було обрано Саву Петровича.
У січні 1953 року у Нью-Йорку було започатковано організацію «Українська громада імені Микити Шаповала в ЗДА», до керівництва якої ввійшов Зеркаль С. П. Протягом 1953—1958 років Зеркаль був видавцем, редактором щомісячника цієї організації «Українське громадське слово» та автором багатьох публікацій цього журналу, що мав свої представництва в Бельгії, Німеччині і Франції.
Зеркаль С. П. був членом Українського робітничого союзу 38-го відділу імені Івана Франка в Нью-Йорку, членом Українського історичного товариства та інших об'єднань, що існували в США. На пенсію чоловік вийшов в 1962 році.
Документи фонду Зеркаля С. П. засвідчують його як людину, яка наполегливо працювала над розвитком української культури, науки, мови і релігії в українській діаспорі США. Ці питання висвітлені в публікаціях Сави Петровича у газетах США «Наша Батьківщина», «Українське життя», «Новий шлях». Архівні документи Зеркаля С. П. передала до НаКМА дочка Оксана, яка, очевидно, має подвійне прізвище Зеркаль-Мінська й мешкає в США.

## Публікації
Сава Зеркаль написав і видав такі праці:
- 1956 рік — «Національні і релігійні відносини в Закарпатті»
- 1964 рік — «Родина Алчевських»
- 1965 рік — «Абсольвенти У. Г.А. і проф. В. Доманицький. Документи-матеріяли-спогади»
- 1968 рік — «Руїна козацько–селянської України в 1648—1764—1802 роках»
- 1973 рік — «Українська земля і нарід за Карпатами» тощо.
- 1974 рік — «За яку Україну? (статті, дискусії, репліки, листи, висновки)»